# 土地区画整理促進区域
土地区画整理促進区域（とちくかくせいりそくしんくいき）は、大都市地域の市街化区域のうち、良好な住宅地としての整備促進を図る必要がある区域について、都市計画で定められた区域をいい、1975年の大都市地域における住宅及び住宅地の供給の促進に関する特別措置法の制定に基づき創設された制度である。
土地区画整理事業のひとつで、大都市地域の住宅・宅地整備の促進を図ることを目的に定められた。

## 概要
次に掲げる要件に該当する土地の区域については、都市計画に土地区画整理促進区域を定めることができる。
- 良好な住宅市街地として一体的に開発される自然的条件を備えていること[3]。
- 当該区域が既に住宅市街地を形成している区域又は住宅市街地を形成する見込みが確実である区域に近接していること[3]。
- 当該区域内の土地の大部分が建築物の敷地として利用されていないこと[3]。
- 〇・五ヘクタール以上の規模の区域であること[3]。
- 当該区域の大部分が、都市計画法第八条第一項第一号の第一種低層住居専用地域、第二種低層住居専用地域、第一種中高層住居専用地域、第二種中高層住居専用地域、第一種住居地域、第二種住居地域、準住居地域又は田園住居地域、近隣商業地域、商業地域又は準工業地域内の同法第十二条の四第一項第一号に規定する地区計画（当該地区計画の整備、開発及び保全に関する方針において住宅市街地を開発することが定められているものに限る。）が定められている区域のうち、同法第十二条の五第二項第一号に掲げる地区整備計画が定められている区域（当該地区整備計画において建築物の用途の制限として建築基準法（昭和二十五年法律第二百一号）別表第二（と）項に掲げる建築物を建築してはならないことが定められており、かつ、同法第六十八条の二第一項の規定に基づく条例で建築物の用途の制限として同表（と）項に掲げる建築物を建築してはならないことが定められているものに限る。）[3]。